# Camilla Warnke
Camilla Warnke (* 1931) ist eine deutsche Wissenschaftsphilosophin.

## Leben und Wirken
Camilla Warnke zog 1950 aus Meißen nach Ost-Berlin, um zunächst Germanistik und Theaterwissenschaft, dann von 1951 bis 1956 an der Humboldt-Universität Philosophie zu studieren. und im Nebenfach Biologie. Von 1958 bis 1960 war sie wissenschaftliche Assistentin und Dozentin für Philosophie im gesellschaftswissenschaftlichen Grundstudium an der landwirtschaftlich-gärtnerischen Fakultät der Humboldt-Universität. 1958 erhielt sie in einem Parteiordnungsverfahren eine Parteistrafe, weil sie sich an Diskussionen einer so bezeichneten partei- und staatsfeindlichen Gruppe beteiligt hatte, die vorschlug, das gesellschaftswissenschaftliche Grundstudium in ein fakultatives Studium generale umzuwandeln. Sie musste bis 1960 zur sogenannten Bewährung in der Produktion im VEB Stern Radio als Montiererin arbeiten.
1960 wurde sie wissenschaftliche Mitarbeiterin in der Arbeitsgruppe von Georg Klaus zum Aufbau eines Zentralinstitut für Philosophie an der Akademie der Wissenschaften der DDR und arbeitete an dem von ihm herausgegebenen Philosophischen Wörterbuch mit. 1968 promovierte sie dort mit einer Untersuchung zu den Beziehungen zwischen Medizin und Philosophie in der griechischen Antike. Sie publizierte zum Begriff des Zwecks und arbeitete zu Implikationen der Systemtheorie in den Sozialwissenschaften und zu Schelling und Husserl. 1976 ernannte Manfred Buhr sie zur Leiterin des zuvor von Günter Klimaszewsky geführten Bereichs Dialektischer Materialismus am Zentralinstitut für Philosophie.
Seit dieser Zeit arbeitet sie eng mit Peter Ruben zusammen, der stellvertretender Leiter in ihrem Bereich wurde. 1980 habilitierte sie sich zum Thema Dialektik und Systemdenken in der Gesellschaftserkenntnis und stand kurz vor der Berufung zur Professorin. 1981 wurde sie wie ihr Mitarbeiter Peter Ruben und andere Mitarbeiter des Instituts wegen angeblichem Revisionismus aus der SED ausgeschlossen. „In einem Akt totaler Willkür versetzte das Regime sie an das Zentralinstitut für Alte Geschichte und Archäologie, um ihre wissenschaftliche Arbeit zu sabotieren.“
Bis 1990 war sie als wissenschaftliche Mitarbeiterin an diesem Institut der Akademie der Wissenschaften tätig, um dann 1990 ins Zentralinstitut für Philosophie zurückzukehren. 1991 ging sie in den Vorruhestand und veröffentlichte dann mehrere Analysen zum Zustand der Philosophie und der wirtschaftswissenschaftlichen Forschung in der DDR. Sie publizierte mehrfach gemeinsam mit Peter Ruben und besorgte mit Ulrich Hedtke die Online-Ausgabe seiner Schriften wie auch den vierbändigen Druck Gesammelte philosophische Schriften. In Band 4 dieser Ausgabe sind Arbeiten von Ruben und Warnke zum philosophischen Denken in der DDR erneut ediert.

## Veröffentlichungen (Auswahl)

### Autorenschaft
- Beziehungen zwischen Medizin und Philosophie in der griechischen Antike. (Dissertation.) Berlin 1968.
- Die ‚abstrakte‘ Gesellschaft: Systemwissenschaft als Heilsbotschaft in den Gesellschaftsmodellen Parsons', Dahrendorfs und Luhmanns. Verlag Marxistische Blätter, Frankfurt am Main 1974, ISBN 3-88012-258-X.
- Systemdenken und Dialektik in Schellings Naturphilosophie. In: Helga Bergmann, Ulrich Hedtke, Peter Ruben, Camilla Warnke: Dialektik und Systemdenken. Historische Aspekte. Nikolaus von Kues. Französische Aufklärung. Schelling. Berlin (Ost) 1977, S. 99–146 sowie De Gruyter, Berlin 1977, ISBN 3-11-269981-5.
- Wissenschaft – Lebenswelt – transzendentale Intersubjektivität. Zur gesellschaftlichen Bestimmtheit von Husserls Spätphilosophie. In: Helga Bergmann et al: Dialektik und Systemdenken.
- Was ist und was soll Schellings Naturphilosophie? In: Steffen Dietzsch (Hrsg.): Natur – Kunst – Mythos. Beiträge zur Philosophie F. W. J. Schellings. Berlin (Ost) 1978, S. 582–75.
- mit Peter Ruben: Arbeit – Telosrealisation oder Selbsterzugung der menschlichen Gattung? Bemerkungen zu G. Lukacs’ Konzept der »Ontologie des gesellschaftlichen Seins«. In: Deutsche Zeitschrift für Philosophie. 27. Jg. (1979) Heft 1, S. 20–30 Online
- mit Peter Ruben: Philosophische Schriften I. Aarhus, Paris, Florenz 1981 (Raubdruck)
- Der Paradigmawechsel in der Biologie um 1800 und seine philosophische Reflexion durch Schelling und Hegel. Berlin 2005
- Analytik und Dialektik. Anmerkungen zu Peter Rubens Philosophiekonzeption. In: Erhard Crome und Udo Tietz (Hrsg.): Dialektik – Arbeit – Gesellschaft. Festschrift für Peter Ruben. WeltTrends, Potsdam 2013, ISBN 978-3-941880-73-3, S. 9–27.
- mit Peter Ruben: Das Arbeitskonzept und das Verhältnis zwischen Gemein- und Privateigentum. In: Konturen des Gemeinsinns. Festschrift. Peter Furth zum 65. Geburtstag. Hrsg. v. S. Lahrem und O. Weißbach in Verbindung mit B. Heidtmann und P. Ruben. Ges. f. sozialwiss. Forschung und Publizistik GmbH, Berlin 1995, S. 111–130. Wiederabdruck in: Peter Ruben: Zu philosophischen Fragen von Wirtschaft und Gesellschaft (=Gesammelte Philosophische Schriften. Bd. 2. Hg. von Ulrich Hedtke und Camilla Warnke.) Verlag am Park, Berlin 2022, ISBN 978-3-89793-336-1, S. 272–289.
- mit Peter Ruben: Aktenzeichen I/176/58, Strafsache gegen Langer u. a.: Ein dunkles Kapitel aus der Geschichte der DDR-Philosophie. Akademische Verlagsanstalt, Leipzig 2021, ISBN 978-3-946281-12-2.
- mit Peter Ruben: Zum philosophischen Denken in der DDR. (= Peter Ruben: Gesammelte Philosophische Schriften. Bd. 4. Hrsg. von Ulrich Hedtke und Camilla Warnke). Verlag am Park. Berlin 2022, ISBN 978-3-89793-338-5.[8]

### Herausgeberschaften
- mit Gerhard Huber (Hrsg.): Zur Kritik der deutsch - deutschen Ökonomie: Konzeptionen, Positionen und Methoden wirtschaftswissenschaftlicher Forschung in Ost und West. Metropolis Marburg 1996, ISBN 3-89518-068-8.
- mit Gerhard Huber (Hrsg.): Die ökonomische Theorie von Marx – was bleibt? Reflexionen nach dem Ende des europäischen Kommunismus. Metropolis Marburg 1998, ISBN 3-89518-158-7.
- mit Ulrich Hedtke (in Verbindung mit Karl Benne und Hrsg.): Peter Ruben: Gesammelte philosophische Schriften. Band 1–4. Verlag am Park. Berlin 2022.